# Toots and the Maytals
Toots and the Maytals (изначально — The Maytals) — группа, играющая ска и регги-музыку. Звучание составляет смесь из госпела, ска, соула, регги и рока. Многими музыкальными изданиями признаются, как основатели и ключевые фигуры стиля рэгги. Двукратный обладатель премии «Грэмми».

## История
Фредерик (Тутс) Хибберт (Frederick «Toots» Hibbert), лидер группы, родился в приходе Clarendon города May Pen на Ямайке. Он был самым младшим среди семи детей. В детстве пел госпел в церковном хоре, но в 1961 году, в возрасте шестнадцати лет, переехал в Кингстон. Здесь Хиббердт встретил Генри Гордона (Henry «Raleigh» Gordon) и Натанаэля МакКаррти (Nathaniel «Jerry» McCarthy) и создал группу.
Сменив название на «The Maytals», трио записало свой первый альбом «Never Grow Old — presenting the Maytals» для Клемента Додда (Clement «Coxsone» Dodd) со Studio One в 1962—1963 годах.

## Дискография

### Студийные альбомы
- Never Grow Old (1964)
- The Sensational Maytals (1965)
- Sweet And Dandy (1968)
- From The Roots (1970)
- Monkey Man (1970)
- Greatest Hits (1971)
- Slatyam Stoot (1972)
- Funky Kingston (1973)
- Roots Reggae (1974)
- In the Dark (1974)
- Reggae Got Soul (1976)
- Toots Presents The Maytals (1977)
- Pass the Pipe (1979)
- Just Like That (1980)
- Knock Out! (1981)
- Toots In Memphis (1988) [соло альбом Тутса]
- Recoup (1997)
- Ska Father (1998)
- World Is Turning (2003)
- True Love (2004)
- Light Your Light (2007)
- Flip and Twist (2010)
- Pressure Drop — The Golden Tracks (2011)
- Got to Be Tough (2020)

### Избранные концертные альбомы
- Live (1980)
- Live at Reggae Sunsplash (1983)
- An Hour Live "Straight from the Yard" Dedicated to Robert Nesta Marley (1990)
- Live in London (1999)
- Unplugged on Strawberry Hill (2012)

### Избранные компиляции
- The Original Golden Oldies Vol.3 (1974) [Prince Buster productions]
- Life Could Be A Dream  (1992) [Coxsone Dodd productions]
- The Best Of Toots And The Maytals (1979)
- Reggae Greats (1985)
- The Very Best of Toots & The Maytals (2000)

### Другие работы
- Goin' Home: A Tribute to Fats Domino (Vanguard, 2007), исполнили песню Домино «Let The Four Winds Blow».

## Награды
Альбом 2004 года True Love получил премию «Грэмми» в номинации «За лучший регги-альбом». На прошедшей 14 марта 2021 года 63-й ежегодной церемонии вручения наград «Грэмми» в той же номинации получил премию «Грэмми» альбом Got to Be Tough.